# Vohitrandriana
Vohitrandriana est une commune rurale malgache située dans la région de Vatovavy.